# Вини Трибуле
Вини Дюгари Трибуле (на френски: Vinni Dugary Triboulet) е камерунски футболист, който играе на поста централен нападател. Състезател на Берое.

## Кариера
Трибуле е юноша на Лина-Монлери и Нанси. Дебюта си за първия тим прави на 30 ноември 2018 г. при победата с 1:2 като гост на Орлеан.

### Берое
На 25 октомври 2022 г. Вини е обявен за ново попълнение на Берое. Дебютира на 5 ноември при победата с 2:0 като домакин на Арда, като в същия мач Вини отбелязва и дебютния си гол.